# Apostolische Präfektur Weihai
Die Apostolische Präfektur Weihai (lat.: Apostolica Praefectura Veihaiveiensis) ist eine in der Volksrepublik China gelegene römisch-katholische Apostolische Präfektur mit Sitz in Weihai.

## Geschichte
Die Apostolische Präfektur Weihai wurde am 18. Juni 1931 durch Papst Pius XI. mit der Apostolischen Konstitution Litteris Apostolicis aus Gebietsabtretungen des Apostolischen Vikariates Chefoo als Mission sui juris Weihai errichtet. Die Mission sui juris Weihai wurde am 9. Februar 1938 durch Pius XI. mit der Apostolischen Konstitution Merito ad maiorem zur Apostolischen Präfektur erhoben.

## Ordinarien

### Superiore von Weihai
- Louis Prosper Durand OFM, 1932–1938

### Apostolische Präfekten von Weihai
- Louis Prosper Durand OFM, 1938, dann Apostolischer Vikar von Chefoo
- Cesaire Stern OFM, 1939–1949
- Edward Gabriel Quint OFM, 1950–1983
- Sedisvakanz, seit 1983